# Premis Ondas 1968
Els Premis Ondas 1968 van ser la quinzena edició dels Premis Ondas, atorgats el 1968. En aquesta edició es diferencien quatre categories: Premis Nacionals de ràdio, nacionals de televisió, locals internacionals de ràdio i televisió, i especials.

## Nacionals de ràdio
- Millor locutora: Luisa Fernanda Martí de Radio Madrid
- Millor locutor: Joaquín Prat de Radio Madrid
- Millor actriu: Cristina Victoria de Radio Madrid
- Millor actor: Rafael Fernández Samaniego de RNE
- Millor guionista: Basilio Gassent de Radio Madrid
- Millor programa informatiu: Mario Beut de Ràdio Barcelona
- Millor programa cultural: Diálogo desde Madrid de RNE
- Millor director: Concurso de interpretación musical d'RNE
- Millor programa cultural: Radio repaso d'RNE
- Millor programa recreatiu: Windy club de Radio Madrid

## Nacionals televisió
- Millor actriu: Mary Carrillo de TVE
- Millor actor: José María Prada de TVE
- Millor guionista: Carlos Muñiz de TVE
- Millor director: Eugenio Pena de TVE
- Millor programa cultural: Cesta y puntos de TVE
- Millor programa dramatitzat: Teatro de siempre de TVE
- Millor programa informatiu: A toda plana de TVE

## Locals
- Millor locutora: Encarna Sánchez de Ràdio España-Madrid
- Millor locutor: José Luis Marchante de Radi Alacant
- Millor guionista: Manuel Alonso Vicedo de Ràdio Sevilla
- Millor programa cultural: Aragón de Ràdio Zaragoza
- Millor programa musical: I Festival de Nadales de Ràdio Popular-Pamplona
- Millor programa recreatiu: Radioscope de Radio Barcelona

## Internacionals de ràdio i televisió
- Millor locutora: Blažena Kočtúchová, de R-TC Txeca (Txecoslovàquia)
- Millor locutor: Gilberto Correa de Corp.Vene TV (Veneçuela)
- Millor actriu: Catherine Spaak a la RAI (Itàlia)
- Millor actor: Dietmar Schönherr de Westdeustscher Rundfunk-Colònia (Alemanya)
- Millor autor: Pierre Tchernia d'ORTF-París (França)
- Millor director: Jack Dowling de Raidió Teilifís Éireann (Irlanda)
- Millor programa informatiu: Washinton after the assasination of Martin Luther King de TV Katholieke Ràdio Omroep Hilv (Holanda)
- Millor programa musical Magyar: Death of Zoltán Kodály de Radio és Televizio B. (Hongria)
- Millor programa cultural: Arc en ciel d'ORTF-París (França)
- Millor programa dramatitzat: Barrabas de Ràdio TV Belge-Brussel·les (Bèlgica)
- Millor programa informatiu: Micrófono Sulle regione de RAI-Roma (Itàlia)
- Millor programa musical: Storia dei teatri dell´Opera de RAI-Roma (Itàlia)
- Millor programa cultural: Cada vez mejor de Ràdio Nacional-Buenos Aires (l'Argentina)
- Millor programa drama: O apóstol da juventude d'Emissora Nacional-Lisboa (Portugal)

## Especials
- Arthur Kaps, per les seves produccions de televisió de TVE
- Josep Lluís Surroca i Pratdesaba per la gran labor efectuada per l'Escola Regional de Ràdio Ràdio Joventut-Barcelona
- Quartet de Ràdio Nacional d'Espanya i TVE
- Turismo 68 de RNE-Sant Sebastià
- Joan Armengol i Costa pel seu treball radiofònic de Ràdio Barcelona
- Lisboa e Tejo de Radio Clube Portugués (Portugal)
- Le mariage au Lietchtenstein de Televisión Suisse (Suïssa)
- Don´t count the candles de Lord Snowdon (Gran Bretanya)
- Jeux olympiques de Grenoble d'ORTF-París (França)